# Polylopha cassiicola
Polylopha cassiicola is een vlinder uit de familie van de bladrollers (Tortricidae). De wetenschappelijke naam van de soort is voor het eerst geldig gepubliceerd in 1993 door Liu & Kawabe.